# Языки Зимбабве
В Зимбабве говорят или исторически говорили на многих языках. С момента принятия Конституции Зимбабве в 2013 году в стране насчитывается 16 официальных языков, а именно: чева, чибарве, английский, каланга, койсан, намбья, ндау, ндебеле, шангани, шона, язык жестов, сото, тонга, тсвана, венда и коса.
Все официальные языки являются приемлемыми в образовании, правительстве и т. д. Но основными языками страны являются шона, на котором говорят примерно 70 % населения, и ндебеле, на котором говорят примерно 20 %. Английский язык — это язык страны, традиционно используемый в правительстве и бизнесе, а также в качестве основного средства обучения в школах. Примерно с 4 класса обучение проводится почти полностью на английском языке.
Английский является первым языком большинства белых зимбабвийцев и вторым языком большинства чёрных зимбабвийцев, поскольку исторически сложилось так, что на африкаанс, греческом, итальянском, польском и португальском языках говорило меньшинство белых зимбабвийцев, а индийское население страны, использовавшее гуджарати и хинди, также было немногочисленным.
Глухие зимбабвийцы обычно используют одну из нескольких разновидностей зимбабвийского языка жестов, а некоторые используют американский язык жестов.
Данные по зимбабвийскому языку основаны на оценках, поскольку в Зимбабве никогда не проводилась перепись населения, в которой люди перечислялись бы по языкам.